# Ctenochilus chilensis
Ctenochilus chilensis är en stekelart som beskrevs av Giordani Soika 1962. Ctenochilus chilensis ingår i släktet Ctenochilus och familjen Eumenidae. Inga underarter finns listade i Catalogue of Life.